# 鈴木晋介
鈴木 晋介（すずき しんすけ、1957年7月18日 - ）は、日本の俳優。アズランド所属。
東京都出身。関根勤が座長を務めるカンコンキンシアターに旗揚げから参加している。カンコンキンシアターではよく似ている人物が多く、出オチで笑いをとる。舞台で二人芝居をするのが夢だった。

## 主な出演作品

### テレビドラマ
- 不思議少女ナイルなトトメス ― (フジテレビ、1991年8月11日) - 松本先生の弟役
- 有言実行三姉妹シュシュトリアン 第5話（フジテレビ、1993年2月7日） - 金平糖夫人 役
- 緊急報道ドラマスペシャル オウムVS警察 史上最大の作戦（日本テレビ、2004年2月24日） - 村井秀夫 役
- まほろ駅前番外地 第9話（テレビ東京、2013年3月8日） - リポーター 役
- きのう何食べた? 第4話・第5話（テレビ東京、2019年4月27日・5月4日）- 執刀医 役
- 特捜9（2020年） ‐ 吉井大二郎

### 舞台
- カンコンキンシアター - 旗揚げメンバー（第1〜22回公演まで）
- ハミングトリオ - コントグループ。公演2回で解散。

### CM
- 東京スター銀行 「完済人はじめます」（2008年8月 - ）

### ビデオ
- ラッキィ池田の振付仮面（1990年）
- カンコンキンシアター公演 クドい!（1992年）

### ラジオ
- TBSラジオ ルー&ラッキィのパックインミュージック21　（1992年4月 - 1993年9月）「芸能人お悩み相談」「暗殺指令」「ちょっといい話」などのコーナーを担当。

### 映画
- 明日をつくった男 田辺朔郎と琵琶湖疏水[1]
- 夢二
- トカレフ
- となり町戦争
- ラブドガン
- 青い春
- フレフレ少女
- ヴィヨンの妻
- ケンタとジュンとカヨちゃんの国
- まほろ駅前多田便利軒
- 舟を編む
- 白ゆき姫殺人事件 - 男性刑事 役
- 羊の木 - 神崎良作 役
- 湖の女たち[2]